# Parlament de la Comunitat francesa de Bèlgica
El Parlament de la Comunitat Francesa (francès Parlement de la Communauté française) és l'assemblea legislativa de la Comunitat Francesa de Bèlgica (Valònia i Brussel·les). La seu és a l'Hôtel de Ligne, al Quartier Royale (Brussel·les). Té competències en educació, cultura, investigació, salut i ajuda social, ús lingüístic i defensa del francès.

## Composició
Està format pels 75 diputats francòfons del Parlament Való (llevat l'únic diputat germanòfon) i els 19 diputats francòfons del Parlament de la Regió de Brussel·les-Capital. Són escollits per un període de cinc anys. Des del 16 de juliol de 2009 el president és Jean-Charles Luperto (PS). Després de les eleccions regionals belgues de 2009 la seva composició és:
| Partit | Partit                     | Membres |
| ------ | -------------------------- | ------- |
| •      | Parti Socialiste           | 35      |
|        | Mouvement Réformateur      | 25      |
| •      | Centre Démocrate Humaniste | 16      |
|        | Ecolo                      | 18      |
| Total  | Total                      | 93      |

## Comissions[1]
Comissions de Cooperació (3)
- Comissió de Cooperació amb les Comunitats
- Comissió de Cooperació amb les Regions
- Comissió de Cooperació i consulta amb l'Assemblea de la Comissió Comunitària Francesa de Brussel·les

Comissions Permanents (7)
- Comissió de Relacions Internacionals i Afers Europeus, d'Afers Generals i del Reglament, d'Informàtica, Control de Comunicacions dels membres del Govern i de les despeses electorals
- Comissió d'Educació Superior
- Comissió per a la Infància, la Recerca, la Funció Pública i els Edificis Escolars
- Comissió de Finances, Comptabilitat, Pressupost i Esport
- Comissió de Cultura, Audiovisual, Ajuda a la premsa, Cinema, Sanitat i Igualtat d'Oportunitats
- Comissió d'Educació
- Comissió de la Joventut i d'Ajuda al Jovent

Comissió de Procediments (1)
- Comissió de Procediments

Comité Consultiu (1)
- Comitè consultiu per examinar les qüestions relatives a la igualtat d'oportunitats entre homes i dones